# Prado (Melgaço)
Prado ist ein Ort und eine ehemalige Gemeinde (Freguesia) im nordportugiesischen Kreis Melgaço.

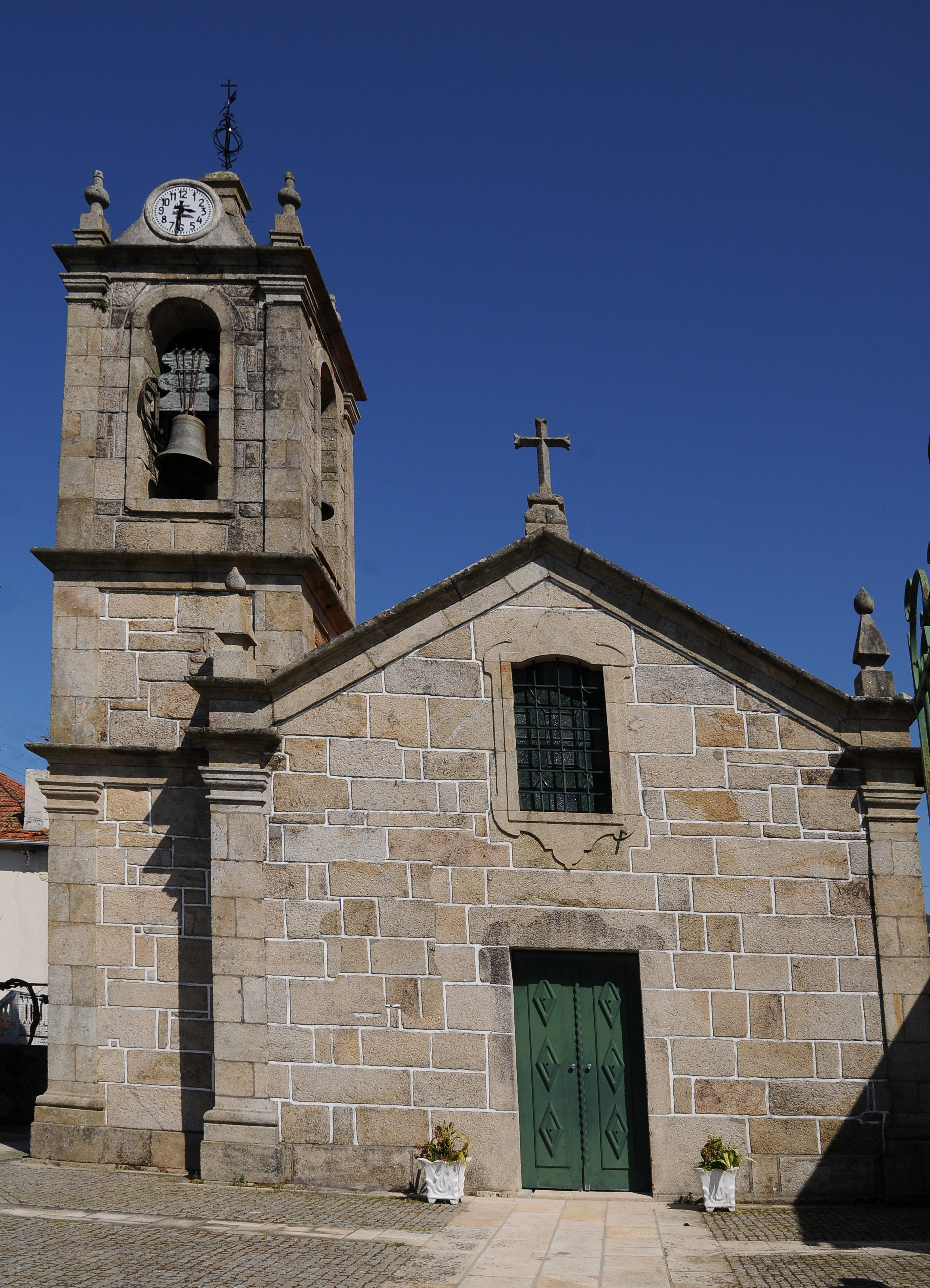
Kirche von Prado

 Die Gemeinde hatte 452 Einwohner (Stand 30. Juni 2011).
Am 29. September 2013 wurden die Gemeinden Prado und Remoães zur neuen Gemeinde União das Freguesias de Prado e Remoães zusammengeschlossen. Prado ist Sitz dieser neu gebildeten Gemeinde.